# Charles Thynne
Charles Thynne (* um 1558; † zwischen 18. September und 9. Oktober 1652) war ein englischer Politiker, der zweimal als Abgeordneter für das House of Commons gewählt wurde.

## Herkunft und Jugend
Charles Thynne war der dritte Sohn von Sir John Thynne und seiner zweiten Frau Dorothy Wroughton, einer Tochter von Sir William Wroughton. Er besuchte 1580 die Blandford Forum School in Dorset und studierte 1583 in Broadgates Hall in Oxford. Als insgesamt sechster Sohn seines 1580 verstorbenen Vaters erbte er nur ein kleines Gut bei Cheddar in Somerset sowie bis zu seiner Volljährigkeit eine Pension in Höhe von £ 20 jährlich. Nach seinem Studium besuchte er vermutlich nicht die Inns of Court. Kurz nach dem Tod seines Vaters hatte seine Mutter in zweiter Ehe Sir Carew Raleigh geheiratet, und Thynne wurde ein Freund von dessen Bruder Sir Walter Raleigh. Er bat im November 1605 um Raleighs Freilassung aus dem Tower of London, und als Raleigh schließlich 1618 hingerichtet wurde, war er an seiner Seite.  

## Abgeordneter im House of Commons
Thynne lebte zunächst in bescheidenen Verhältnissen und musste 1600 sogar von seinem ältesten Bruder Sir John Thynne unterstützt werden. Ab 1611 lebte er in Lymington in Hampshire, wo er Seesalzgewinnung betrieb. 1612 wurde er Freeman und bei den Unterhauswahlen von 1614 wurde er zum Abgeordneten der Stadt gewählt. Während des Parlaments in diesem Jahr blieb er jedoch bedeutungslos. Im August 1614 erhielt er zusammen mit John More und zwei weiteren Männern für 21 Jahre das Privileg, nach einer neuen Methode getrocknetes Meersalz zu verkaufen. Ihr erfolgreiches Unternehmen belieferte den Königshof und die Royal Navy. 
Ab September 1624 gehörte Thynne zum Kreis des ehemaligen königlichen Günstlings Robert Carr, 1. Earl of Somerset. Sein Versuch, 1625 erneut als Abgeordneter gewählt zu werden, scheiterte. Erst bei der Wahl von 1628 wurde er mit Unterstützung seines Neffen Sir Thomas Thynne als Abgeordneter für Westbury gewählt, da sein Neffe den Schutzherrn des Borough, James Ley, 1. Earl of Marlborough für Thynne einnehmen konnte. Sein einziger überlieferter Beitrag im Parlament war das Gesetz, durch den Carew Raleigh, der Sohn seines hingerichteten Freundes, rehabilitiert wurde.

## Tod und Erbe
Thynne blieb unverheiratet und setzte im hohen Alter am 18. September 1652 sein Testament auf. Er vermachte seine Güter seinem Großneffen Sir James Thynne von Longleat sowie seiner Geliebten Jane Dove. Er wurde am 9. Oktober 1652 in St Margaret’s Church in Westminster begraben. 